# Friedrich Arnold Brockhaus

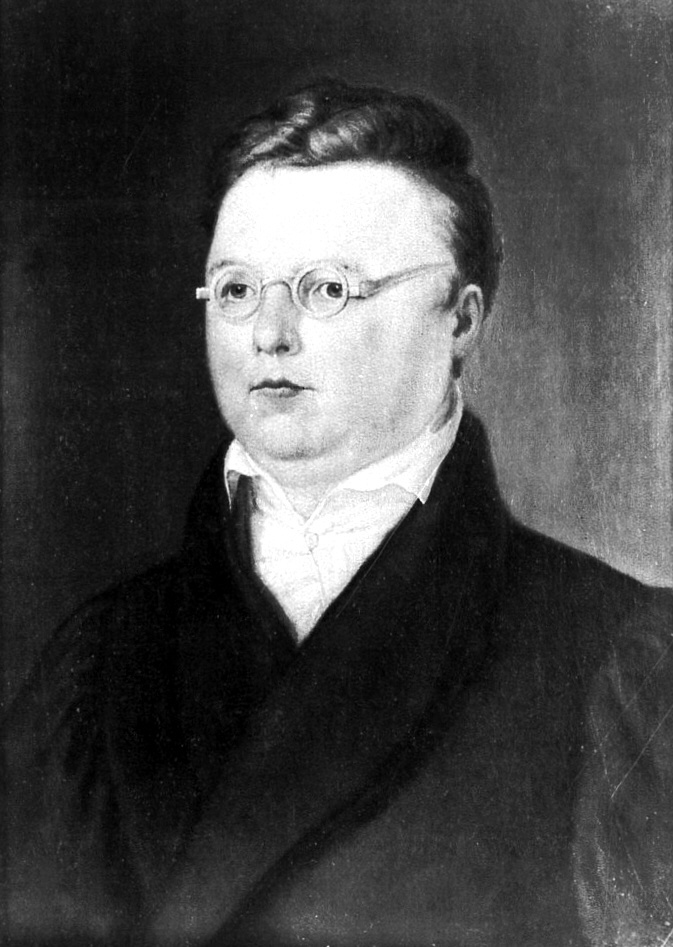
Friedrich Arnold Brockhaus

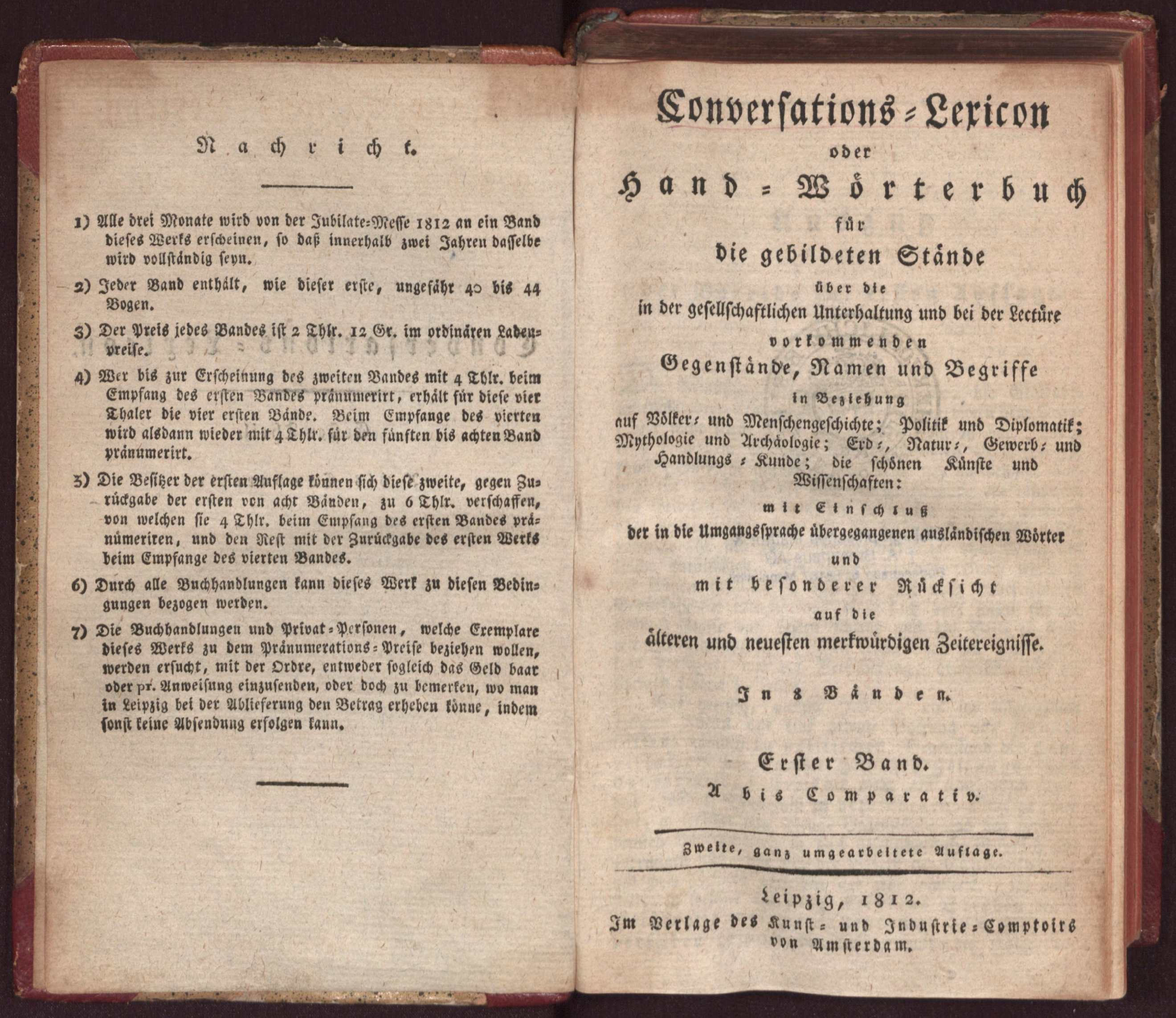
Página de rosto da Enciclopédia Brockhaus 2ª edição (1812)

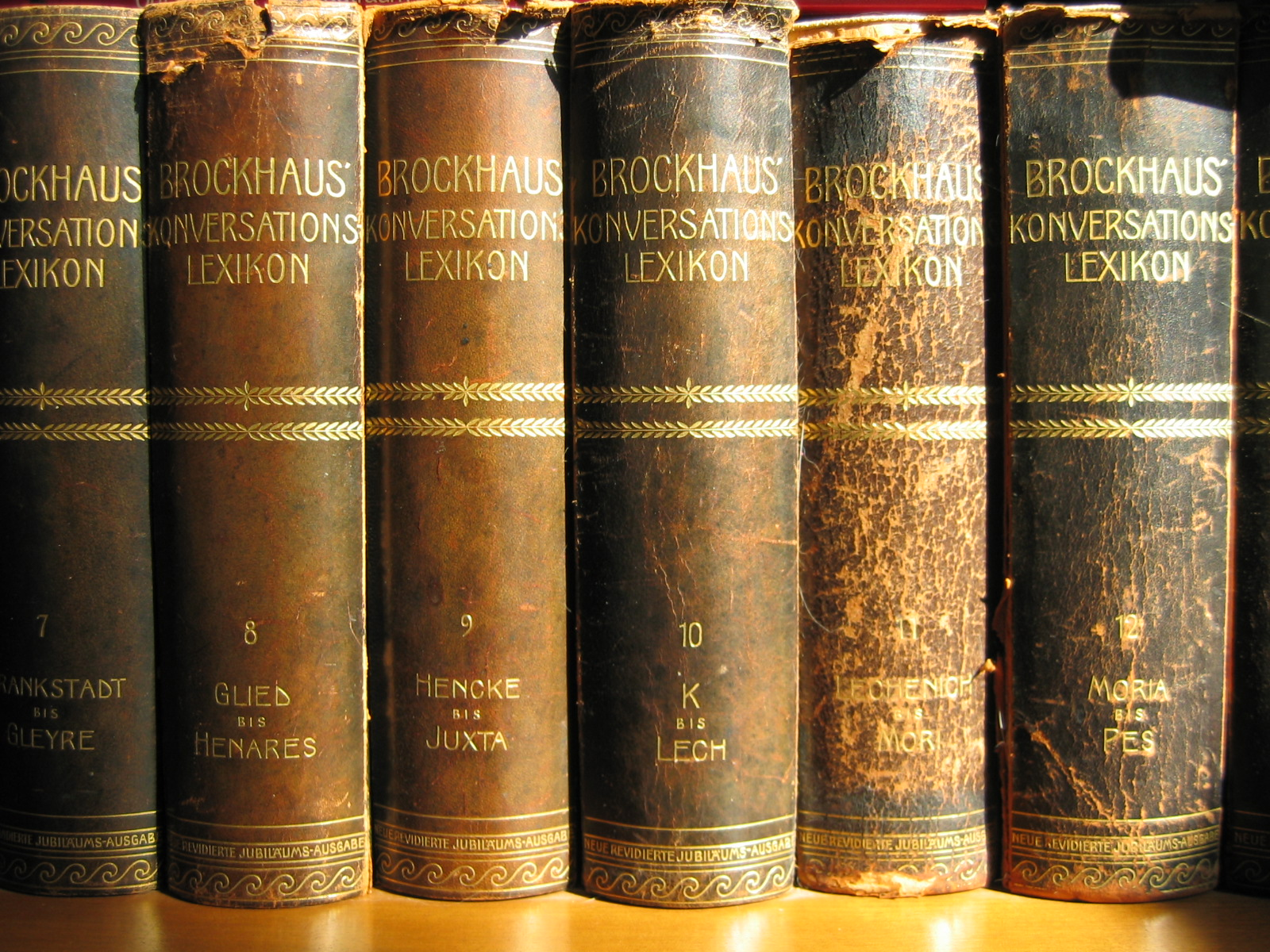
Konversations-Lexikon, de Brockhaus, 14ª edição, c. 1910

Friedrich Arnold Brockhaus (4 de maio de 1772 - 20 de agosto de 1823) foi um editor e editor de enciclopédia alemão, famoso por publicar a Conversations-Lexikon, que agora é publicada como a enciclopédia Brockhaus.

## Biografia
Brockhaus foi educado no ginásio de sua Dortmund natal, e de 1788 a 1793 serviu como aprendiz em uma casa mercantil em Düsseldorf. Em seguida, dedicou dois anos na Universidade de Leipzig ao estudo de línguas e literatura modernas, após o que montou em Dortmund um empório de produtos ingleses. Em 1801, transferiu este negócio para Arnheim e, no ano seguinte, para Amsterdã. 
Em 1805, tendo desistido de sua primeira linha de comércio, Brockhaus começou a trabalhar como editor. Dois diários projetados por ele não foram autorizados pelo governo a sobreviver por qualquer período de tempo, e em 1810 as complicações nos assuntos da Holanda o induziram a voltar para casa. Em 1811 estabeleceu-se em Altenburg. Cerca de três anos antes, ele havia comprado os direitos autorais da falida Conversations-Lexikon, uma enciclopédia iniciada em 1796, e em 1810-1811 completou a primeira edição desta célebre obra. Foi amplamente imitado como um modelo para enciclopédias, e ainda é publicado hoje, conhecido como a Enciclopédia Brockhaus.
Uma segunda edição sob a editoria de Brockhaus foi iniciada em 1812, e foi recebida com o favor universal. Seus negócios se estenderam rapidamente e, em 1818, Brockhaus mudou-se para Leipzig, onde estabeleceu uma grande gráfica. Entre os mais extensos de seus muitos empreendimentos literários estavam os periódicos críticos - Hermes, o Literarisches Konversationsblatt (depois o Blätter für literarische Unterhaltung) e o Zeitgenossen, e algumas grandes obras históricas e bibliográficas, como a Geschichte der Hohenstaufen de Friedrich Ludwig Georg von Raumer e a Allgemeines bibliographisches Lexikon, de Friedrich Adolf Ebert.
Brockhaus morreu em Leipzig. O negócio foi levado adiante por seus filhos, Friedrich Brockhaus (1800-1865), que se aposentou em 1850, e Heinrich Brockhaus (1804-1874), sob quem foi consideravelmente ampliado. Heinrich prestou especialmente grandes serviços à literatura e à ciência, que a Universidade de Jena reconheceu ao torná-lo, em 1858, Doutor Honorário em Filosofia. Nos anos 1842-1848, Heinrich Brockhaus foi membro da segunda câmara saxã, como representante de Leipzig, foi feito cidadão honorário daquela cidade em 1872, e morreu lá em 15 de novembro de 1874. 
Sua empresa continua sob o nome F.A. Brockhaus AG em sua homenagem. Ele também é o homônimo de 27765 Brockhaus, um asteroide do cinturão principal descoberto em 1991.